# Christian Maclagan
Christian Maclagan (ur. 1811, zm. 10 maja 1901) – szkocka archeolog i antykwariuszka. Znana jest ze swojej kolekcji odcisków celtyckich krzyży i piktyjskich kamieni z całej Szkocji, była pionierką wykopalisk stratygraficznych. W 1871 roku została przyjęta do Society of Antiquaries of Scotland jako druga kobieta po Lady Scott. Podjęła działania mające na celu pomoc osobom dotkniętym ubóstwem w Stirling prowadząc przytułek dla ubogich. Walczyła o prawa wyborcze dla kobiet. Odmówiła wykonywania portretów, chociaż jeden z nekrologów opisał ją jako wysoką. Zmarła 10 maja 1901 roku w Ravenscroft, Stirling.